# TourMIS
TourMIS ist die brancheninterne Abkürzung für Touristisches Marketinginformationssystem, ein von Karl Wöber und seinem Team an der Wirtschaftsuniversität Wien in den 1990er Jahren eingeführtes und seit 2007 an der Modul University Vienna weiter entwickeltes Webportal zum (aktuellen) Vergleich von Ankunfts- und Nächtigungsergebnissen touristisch relevanter Länder und Städte. TourMIS gehört zu den Management-Informationssystemen bzw. den Entscheidungsunterstützungssystemen.
TourMIS wurde von Anfang an von der Österreich Werbung unterstützt und kooperiert seit einigen Jahren auch mit der European Travel Commission, dem Zusammenschluss der nationalen Destinationsmarketingorganisationen Europas, und mit European Cities Marketing, dem europäischen Städtetourismusverband mit den Akzenten Erlebnistourismus und Kongresstourismus.

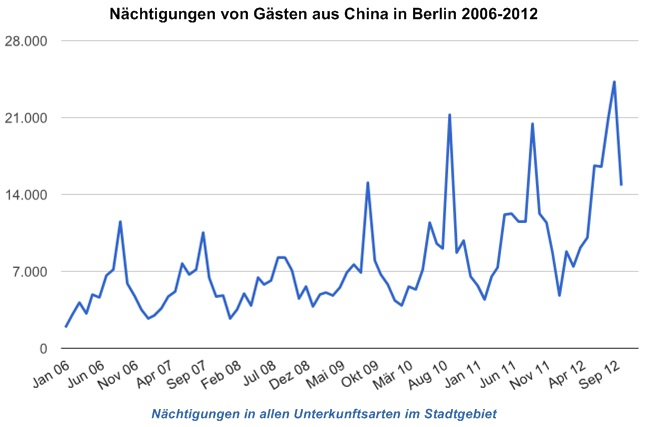
TourMIS-Grafik zu Berlins Erfolg in China

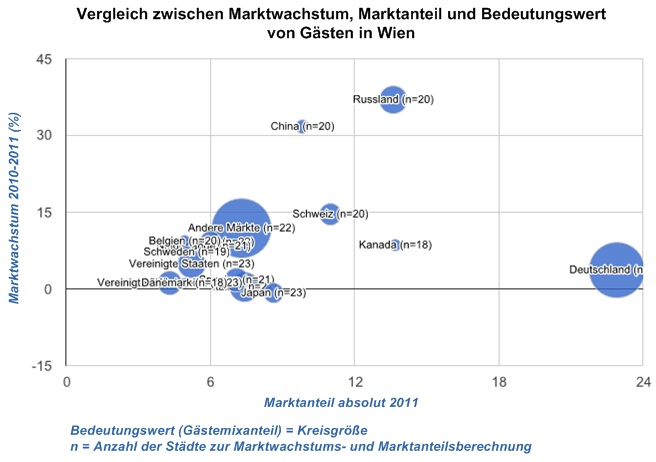
TourMIS-Grafik zur Quellmärkteentwicklung in Wien

## Arbeitsweise
Ankunfts- und Nächtigungsergebnisse der Destinationen werden von der jeweils unmittelbar zuständigen Destinationsmarketingorganisation selbst in das System eingegeben. Durch entsprechende Filter und Vergleiche erfolgt die automatische Plausibilitätskontrolle. Auffallende Resultate werden von einem Mitglied des TourMIS-Teams an der Modul University direkt und in Kontakt mit dem Bereitsteller der fraglichen Daten überprüft. Im Allgemeinen werden Jahresergebnisse verglichen, doch hat sich eine Reihe von Städten bereitgefunden, ihre Ergebnisse monatlich einzugeben und damit sehr aktuelle Trendvergleiche zu ermöglichen. Neben globalen Ergebnissen werden auch die für Gäste aus einzelnen Herkunftsländern bzw. Quellmärkten gemeldeten Zahlen verglichen, wobei jeder Nutzer die von ihm gewünschten Vergleichsdestinationen individuell wählen kann. Die Nutzung der Daten ist zumeist gratis.
Die Weiterentwicklung des Systems durch Verfeinerung von Software und  Abfragemöglichkeiten erfolgt am Department of Tourism and Hospitality Management der Modul University Vienna und steht nach wie vor unter der Leitung von Karl Wöber, dem Präsidenten der Privatuniversität. Entwicklungskosten werden überwiegend von der Österreich Werbung und von der European Travel Commission finanziert.

## Resonanz
2009 wurden Modul University Vienna und Österreich Werbung für die Entwicklung und Bereitstellung von TourMIS von der UNWTO, der Welttourismusorganisation der Vereinten Nationen, mit dem Ulysses-Preis ausgezeichnet.
2015 verzeichnete TourMIS, das in Englisch und Deutsch verfügbar ist, rund 21.500 registrierte Benutzer und 200.000 Anfragen. Die Möglichkeit, Tourismusstatistik im Internet auszutauschen, führt zu konstruktiven Diskussionen und ständigen Verbesserungen der Definitionen und Erhebungsmethoden.

## Entwicklung des Projekts
Um touristische Planungsinstrumente und Modelle einsetzen zu können, werden international vergleichbare Daten benötigt. Ein zentrales Ziel von TourMIS besteht daher in der Sammlung und im Vergleich von Ankunfts- und Nächtigungsergebnissen touristisch relevanter Länder und Städte. Ankunfts- und Nächtigungsergebnisse der Destinationen werden von der jeweils unmittelbar zuständigen Destinationsmarketingorganisation selbst in das System eingegeben. Durch entsprechende Filter und Vergleiche erfolgt die automatische Plausibilitätskontrolle. Auffallende Resultate werden von den Mitgliedern selbst entdeckt und korrigiert oder an das TourMIS-Teams an der Modul University gemeldet. Autorisierte Marktforschungspezialisten lokaler und nationaler Tourismusorganisationen tauschen ihre Daten somit regelmäßig via TourMIS aus.
TourMIS bietet somit Informationen über aktuelle Tourismustrends und verfügt unter anderem über die umfassendste, regelmäßig gewartete Städtetourismusstatistik in Europa. Die auf Basis der Daten automatisch erstellten Marktforschungsberichte sind allen registrierten Benutzern kostenlos zugänglich.
Die Sammlung internationaler Tourismusstatistik, die später zur Entwicklung von TourMIS führte, begann 1984, als Josef Mazanec an der Wirtschaftsuniversität Wien (WU Wien) ein Budgetallokationsmodell für Tourismusorganisationen entwickelte. Das Projekt, das von Anfang an von der Österreich Werbung unterstützt wurde, startete mit einer Datenbank im Wissenschaftlichen Rechenzentrum in Wien, die nur Entscheidungsträgern der Österreich Werbung und den Forscherinnen und Forschern der WU Wien zur Verfügung stand.
1990 erfolgte die Übertragung der Daten auf Personal Computer und die Ausweitung des Benutzerkreises auf alle Tourismusorganisationen in Österreich, die die Daten monatlich durch Diskettenversand erhielten. Mit dem Internet und einer wesentlichen Systemumstellung entstand 1998 ein in Europa weit verbreitetes System, das von der European Travel Commission, dem Zusammenschluss der nationalen Destinationsmarketingorganisationen Europas, und von European Cities Marketing, dem europäischen Städtetourismusverband, genutzt wird.
2001 wurde ergänzend mit der Sammlung von Besucherzahlen europäischer Sehenswürdigkeiten begonnen. 2007 wurden neue Methoden vorgestellt, die Manager bei Messung und Vergleich saisonaler Nachfrageschwankungen in ihrer Destination unterstützen. 2010 wurde das System um ein hybrides Prognosemodell zur Vorhersage der in TourMIS vorhandenen touristischen Zeitreihen erweitert. 2012 wurde ein BCG-Matrix-Modell zur Analyse von Marktvolumens-, Marktanteils- und Gästemixveränderungen touristischer Destinationen eingeführt.
Im Rahmen von regelmäßigen Arbeitstreffen beteiligter Experten aus ganz Europa werden neue Daten- und Analysemodelle erarbeitet, diskutiert und getestet.